# Нюстрём, Йенни
Йенни Евгения Нюстрём (швед. Jenny Eugenia Nyström; 13 июня 1854, Кальмар — 17 января 1946, Стокгольм) — шведская художница, иллюстратор.

## Биография
Родилась в семье регента церкви и школьного учителя музыки. В 1862 году с родителями переехала в Гётеборг, где отец был назначен старшим преподавателем в средней школе. У неё ещё в детстве проявился интерес к рисованию. В 1865 году её отдали на учёбу в Школу изобразительных искусств при городском музее Гётеборга (Göteborgs musei ritskola). В 1873 году поступила в Шведскую королевскую академию художеств в Стокгольме, где она обучалась в течение восьми лет. Благодаря полученной стипендии в 1882—1886 годах продолжила обучение в Париже в Академии Коларосси и Академии Жюлиана.

## Творчество
Йенни Нюстрём известна своими иллюстрациями к детским книгам и журналам. Она была автором многих рождественских открыток, которые приобрели в Швеции значительную популярность. Её рисунки идеализировали детство, не теряя при этом связь с реальностью.
Нюстрём является также автором традиции изображения популярного скандинавского фольклорного образа — рождественского гнома «Ниссе», который изображен на более чем 1500 её иллюстрациях.

## Галерея

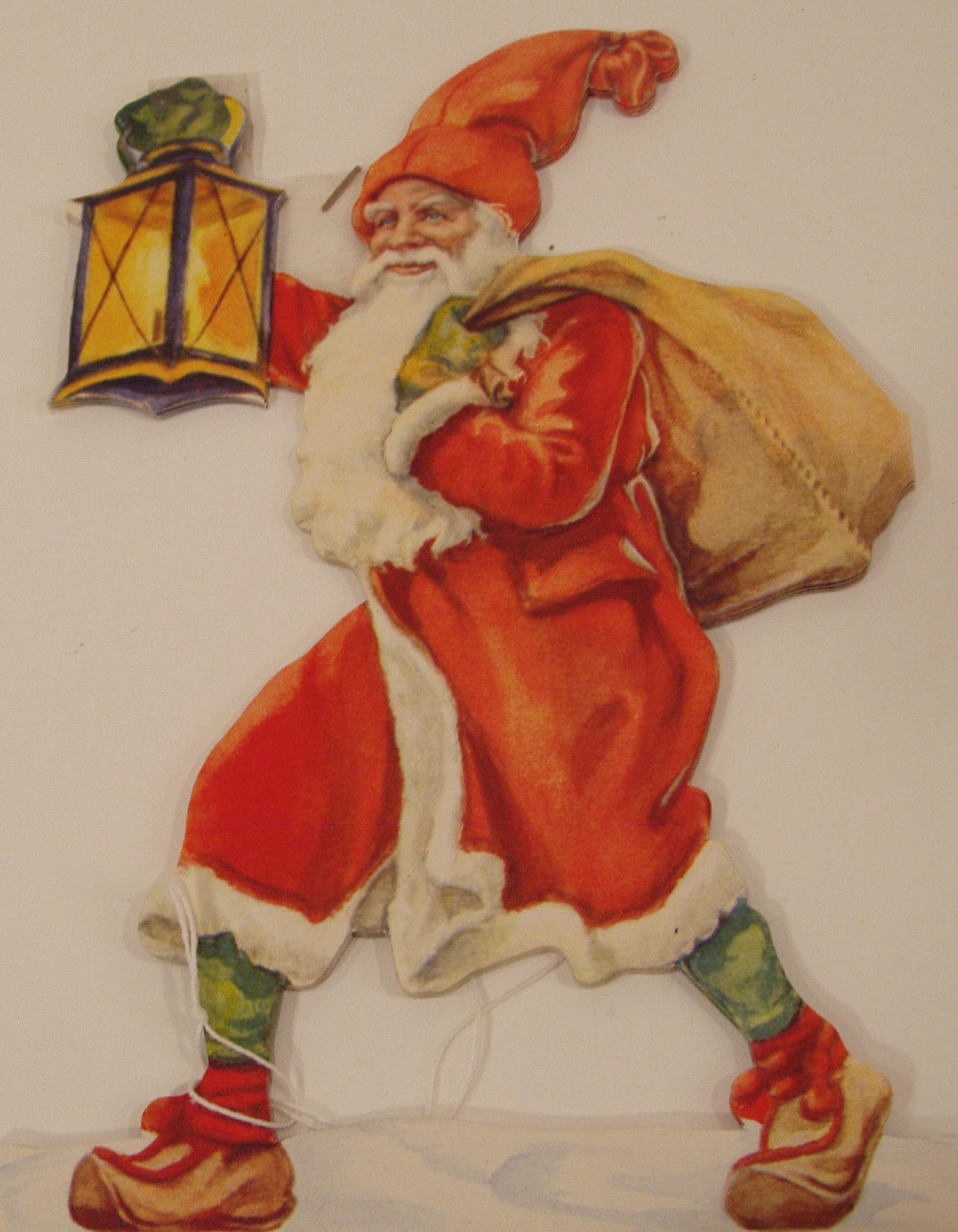
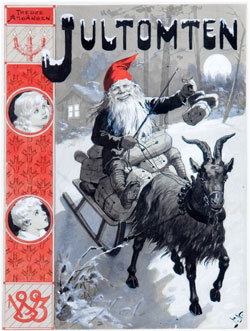